# Jeanne de Clisson

Stemma dei Clisson

Jeanne de Clisson, nota anche come Jeanne de Belleville e soprannominata Leonessa di Bretagna, (1300 – 1359) fu una nobildonna bretone che divenne corsara per vendicare il marito dopo che questi era stato giustiziato per tradimento dal re francese. Ella solcò La Manica e prese di mira le navi francesi, spesso massacrandone l'equipaggio. Era sua abitudine lasciare in vita almeno un marinaio per portare i suoi messaggi al re di Francia.

## Biografia

### Primi anni di vita
Jeanne Louise de Belleville, de Clisson, Dame de Montaigu, nacque nel 1300 a Belleville-sur-Vie in Vandea, figlia del nobile Maurice IV Montaigu di Belleville e Palluau (1263-1304) e Létice de Parthenay di Parthenay (1276 -?) della Gâtine Vendéenne, figlia di Guglielmo VI di Parthenay e Giovanna del Perche-Montfort.

### Primo matrimonio
Nel 1312 Jeanne sposò il suo primo marito, il diciannovenne Geoffrey de Châteaubriant VIII († 1326), un nobile bretone ed essi ebbero due figli:
- Goffredo IX (1314–1347), che ereditò le proprietà del padre, divenendo barone; morì nella battaglia di La Roche-Derrien;
- Louise (1316-1383), che sposò Guido XII di Laval e che successivamente ereditò le terre di suo fratello come baronessa.

### Secondo matrimonio
Nel 1328 Jeanne si risposò Guido di Penthièvre dei conti e duchi di Penthièvre, vedovo di Giovanna d'Avaugour e figlio del duca di Bretagna Arturo II. Jeanne potrebbe averlo fatto per proteggere i suoi figli all'epoca ancora minorenni.

#### Intrigo e annullamento
L'unione fu di breve durata, poiché i parenti della famiglia ducale, in particolare della fazione di Blois, sporsero una denuncia ai vescovi di Vannes e Rennes per proteggere il loro patrimonio e un'indagine fu condotta il 10 febbraio 1330, sfociando infine nell'annullamento del matrimonio da parte di papa Giovanni XXII. Guido poi si risposò con Marie de Blois, appartenente alla fazione dei Blois, che era anche una nipote di Filippo VI di Francia. Guido, tuttavia, morì inaspettatamente il 26 marzo 1331 e la sua eredità passò a sua figlia Giovanna di Penthièvre.

### Terzo matrimonio, lo schieramento e le accuse di tradimento
Nel 1330 Jeanne sposò Olivier IV de Clisson, un ricco bretone, che deteneva un castello a Clisson, una casa padronale a Nantes e terre a Blain. Olivier era inizialmente sposato con Blanche di Bouville († 1329).
Jeanne, lei stessa vedova del signore di Chateaubriant, controllava le aree del Poitou appena a sud del confine bretone da Beauvoir-sur-Mer a ovest fino a Cheaumur a sud-est di Clisson. La combinazione di questi beni resero Jeanne e Olivier la potenza signorile principale (signore anziano di un'area) nella marca. Jeanne e Olivier ebbero cinque figli:
- Isabella (Isabeau), (1325-1343) nata fuori dal matrimonio, sposò Giovanni I di Rieux e fu quindi madre di Jean II de Rieux († 1343);
- Maurizio (Maurice), (1333–1334, in Blain);
- Olivier V (1336-1407), successore di suo padre, futuro conestabile di Francia, e soprannominato "il Macellaio";
- Guglielmo (Guillaume), (1338–1345) morì di ipotermia a seguito dell'affondamento dell'ammiraglia (vedi dopo);
- Giovanna (Jeanne), (1340–?), che sposò Jean Harpedane, successore del signore di Montendre IV.

Durante la guerra di successione bretone, i de Clissons si schierarono con la parte francese per la corona ducale bretone vacante, Carlo di Blois, contro la preferenza inglese, Giovanni di Montfort. La famiglia allargata de Clisson non era pienamente d'accordo su questa questione e il fratello di Olivier IV, Amaury di Clisson, abbracciò il partito di Montfort.
Nel 1342 gli inglesi, dopo quattro tentativi, conquistarono la città di Vannes. Il marito di Jeanne, Olivier, e Hervé VII de Léon, i comandanti militari che difendevano questa città, furono catturati. Olivier fu l'unico rilasciato dopo uno scambio con Ralph de Stafford, I conte di Stafford (un prigioniero dei francesi), e fu richiesta una somma sorprendentemente bassa. Ciò portò Olivier a essere successivamente sospettato di non aver difeso la città al massimo delle sue capacità, e fu accusato da Carlo di Blois di essere un traditore.

### Torneo e processo
Il 19 gennaio 1343 fu firmata la tregua di Malestroit tra Inghilterra e Francia. Essa precedeva una clausola, considerata inoffensiva, secondo la quale Olivier e altri quindici signori bretoni furono invitati a un torneo sul suolo francese. Qua però Olivier fu arrestato, portato a Parigi, processato dai suoi pari e il 2 agosto 1343 giustiziato per decapitazione a Les Halles.
Nell'anno di Nostra Grazia 1343, sabato, il secondo giorno di agosto, Olivier, signore di Clisson, cavaliere, prigioniero nello Chatelet di Parigi per diversi tradimenti e altri crimini da lui perpetrati contro il re e la corona di Francia, e per le alleanze che ha fatto con il re d'Inghilterra, nemico del re e del regno di Francia, come ha confessato il detto Olivier [...], è stato per giudizio del re a Orleans e tratto dal Chatelet di Parigi a Les Halles [...] e lì su un patibolo gli è stata tagliata la testa. E poi da lì il suo cadavere fu messo sulla forca di Parigi e lì impiccato al più alto livello; e la sua testa fu mandata a Nantes in Bretagna per essere messa con la lancia sopra la porta di Sauvetout come avvertimento per gli altri.
Questa esecuzione scioccò la nobiltà poiché le prove della colpevolezza non erano state dimostrate pubblicamente e il processo di dissacrazione/esposizione di un corpo era riservato principalmente ai criminali di bassa classe. Questa esecuzione venne giudicata duramente da Froissart e dai suoi contemporanei.

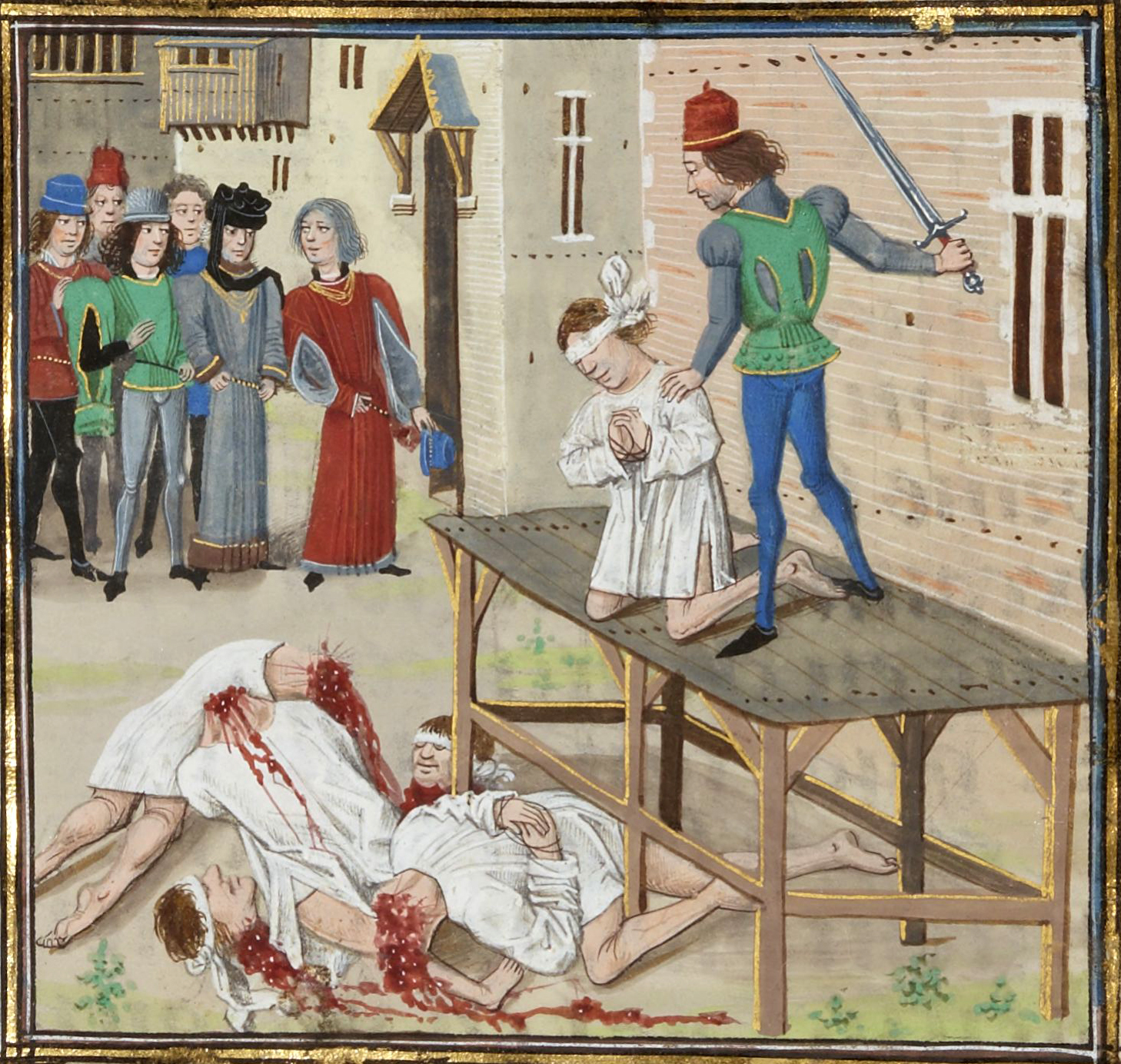
Esecuzione di Olivier IV di Clisson. Dipinto attribuito a Loyset Liédet, miniatore fiammingo (v.1420-v.1483) nelle "Cronache di Lord Jehan Froissart".

Jeanne portò i suoi due giovani figli, Olivier e Guillaume, da Clisson a Nantes, per mostrare loro la testa del padre ai cancelli di Sauvetout. Jeanne, infuriata per l'esecuzione del marito, giurò vendetta contro il re di Francia, Filippo VI e Carlo di Blois. Considerava l'omicidio un omicidio codardo.

### Cambio di alleanze
Jeanne poi vendette le proprietà del marito, convocò una forza di uomini fedeli e iniziò ad attaccare le forze francesi in Bretagna. Sembra che Jeanne abbia attaccato:
- Un castello a Touffou, vicino a Bonnes.

- Un castello occupato da Galois de la Heuse, un ufficiale di Carlo di Blois, massacrando l'intera guarnigione con l'eccezione di un individuo.

- Una guarnigione a Château-Thébaud, a circa 20 km a sud est di Nantes, che era stato precedentemente un avamposto sotto il controllo di suo marito.

### Flotta nera
Con l'assistenza del re inglese e dei simpatizzanti bretoni, Jeanne equipaggiò tre navi da guerra. Questi erano dipinti di nero e le loro vele tinte di rosso. L'ammiraglia si chiamava My Revenge.
Le navi di questa flotta nera pattugliavano il Canale della Manica dando la caccia alle navi francesi, dopodiché le sue forze sterminavano interi equipaggi, lasciando solo pochi testimoni allo scopo di riferire la notizia al re francese. Questo è valso a Jeanne il soprannome "Leonessa di Bretagna". Jeanne continuò la sua attività piratesca nel Canale per altri tredici anni.
Sembra che Jeanne abbia attaccato i villaggi costieri della Normandia e ne abbia messi a ferro e fuoco diversi.
Nel 1346, durante la battaglia di Crécy, a sud di Calais, nel nord della Francia, Jeanne utilizzò le sue navi per rifornire le forze inglesi.
Dopo l'affondamento della sua nave ammiraglia, Jeanne e i suoi due figli rimasero alla deriva per cinque giorni; suo figlio Guglielmo morì per ipotermia. Jeanne e Olivier furono infine salvati e portati a Morlaix dai sostenitori del Montfort.

### Quarto matrimonio e morte
Nel 1356 Jeanne si sposò per la quarta volta con Walter Bentley, uno dei comandanti militari di re Edoardo III nella sua campagna militare. Bentley aveva già vinto la battaglia di Mauron il 4 agosto 1352 ed è stato premiato per i suoi servizi con "le terre e i castelli" di Beauvoir-sur-mer, di Ampant, di Barre, Blaye, Châteauneuf, Ville Maine, l'isola Chauvet e dal isole di Noirmoutier e Bouin.
Jeanne infine si stabilì nel castello di Hennebont, una città portuale sulla costa della Bretagna, che era nel territorio dei suoi alleati di Montfort, dove morì nel 1359.

## Documenti storici
I riferimenti verificabili relativi delle gesta di Jeanne sono limitati, ma esistono. Questi includono:
- Una sentenza francese del 1343 che condanna Jeanne come traditrice e conferma la confisca delle terre di de Clisson.
- Documenti della corte inglese del 1343, che indicano che il re Edoardo concedette a Jeanne un reddito da terre controllate in Bretagna dagli inglesi.
- Jeanne è menzionata nella tregua tra Francia e Inghilterra nel 1347 come alleata inglese. (Trattato di Calais del 28 settembre 1347)[7].
- Un manoscritto del XV secolo, noto come Chronographia Regum Francorum, conferma alcuni dettagli della sua vita[8].
- Amaury de Clisson, il fratello di Olivier, viene usato come emissario di Giovanna di Fiandra (Jehanne di Montfort) per chiedere aiuto al re Edoardo III per liberare Hennebont. La famiglia de Clisson era in quella fase decisamente dalla parte di de Montfort.
- Esistono documenti in cui, poco dopo l'esecuzione di Olivier de Clisson, molti altri cavalieri furono accusati di crimini simili. Il signore di Malestroit e suo figlio, il signore di Avaugour, sir Tibaut de Morillon e altri signori di Bretagna, per un numero di dieci cavalieri e scudieri, furono decapitati a Parigi. Quattro altri cavalieri di Normandia, sir William Baron, sir Henry de Malestroit, signore di Rochetesson, e sir Richard de Persy, furono messi a morte su segnalazione.
- Il nome di Jeanne de Belleville è anche presente nel breviario di Belleville, un libro di preghiere che seguono l'anno liturgico. Questo manoscritto in latino e in francese e in due volumi datato intorno al 1323-1326 con miniature di Jean Pucelle. Jeanne de Belleville l'avrebbe ricevuto in dono per il suo matrimonio con Olivier nel 1328. Intorno al 1379–1380 risulta presente nell'inventario della proprietà del re Carlo V il Saggio.
- Grandi Cronache di Francia, t.5, da Giovanni (II) il Buono a Carlo (V) il Saggio (1350/1380).
- Cronaca latina di Guillaume de Nangis e le sue continuazioni, (1317/1368).
- Cronache dei primi quattro Valois, (1327/1393).
- Cronache di Mont-Saint-Michel, t.1 (1343/1432).

## Letteratura
Nel 1868 fu pubblicato in Francia il romanzo Jeanne de Belleville dello scrittore francese Émile Pehant. Scritto al culmine del movimento romantico francese, il romanzo di Pehant condivide molti dettagli con la leggenda legata a Jeanne.